# Pachythrix fuscipennis
Pachythrix fuscipennis är en fjärilsart som beskrevs av W. Warren 1913. Pachythrix fuscipennis ingår i släktet Pachythrix och familjen nattflyn. Inga underarter finns listade i Catalogue of Life.